# Adriano Ciocca Vasino
Adriano Ciocca Vasino (ur. 8 lipca 1949 w Borgosesia) – włoski duchowny rzymskokatolicki, w latach 2012–2024 prałat terytorialny São Félix.

## Życiorys
Święcenia kapłańskie przyjął 8 września 1974 i został inkardynowany do diecezji Novara. Po czteroletnim stażu wikariuszowskim w Grignasco wyjechał do Brazylii. Pracował duszpastersko w parafiach diecezji Petrolina (1979-1992) oraz Floresta (1992-1999).
3 marca 1999 został prekonizowany biskupem Floresty, zaś 2 maja 1999 otrzymał sakrę biskupią z rąk bp. Czesława Stanuli. 21 marca 2012 został mianowany prałatem terytorialnym São Félix.
13 marca 2024 papież Franciszek przyjął jego rezygnację z pełnionego urzędu. 